# 컴퓨터지원공정계획
컴퓨터 지원 공정 계획(CAPP: Computer Aided Process Planning)은 컴퓨터지원설계(CAD: Computer Aided Design)과 컴퓨터지원제조(CAM:Computer Aided Manufacturing)과 마찬가지로 전통적으로 사람이 해오던 공정계획을 컴퓨터의 발달과 더불어 이를 이용하여 좀 더 빠르고 정확하게 공정계획을 세우고자 하는 학문 또는 기술이다. CAPP에 주로 사용되는 알고리즘은 최적화 알고리즘으로 비용이나 시간 또는 둘을 동시에 최소화하면서 공정계획을 세운다.

## 같이 보기
- 컴퓨터 지원 설계
- 컴퓨터 지원 제조
- 컴퓨터 통합 생산